# Гюдон
Гюдо́н (яп. 牛丼), буквально «чаша говядины», — японское блюдо, состоящее из миски риса с говядиной и луком, тушёных в мягком сладком соусе со вкусом даси (бульон из рыбы и морских водорослей), соевого соуса и мирина (сладкое рисовое вино).
В некоторых случаях к этому блюду подают сырые или яйца пашот, лук-батун, тёртый сыр или кимчхи. Популярное блюдо в Японии, его обычно едят с бени сёга (маринованный имбирь), ситими (молотый перец чили) и гарниром из мисосиру.

## История
После прихода буддизма в Японию в VI веке употребление мяса стало редким, особенно мяса четвероногих животных, таких как говядина или свинина, и во многих случаях не одобрялось, как по религиозным, так и по практическим причинам. Только после реставрации Мэйдзи в 1868 году и последующей вестернизации страны мясо стало широко употребляться в пищу.
Считается, что гюдон произошёл от гюнабэ (яп. 牛鍋), горячего горшочка с говядиной, родом из региона Канто на востоке Японии. Изначально гюнабэ состояло из кусков говядины, тушёных с луком-батуном и мисо (поскольку говядина, доступная в Японии в то время, обычно была низкого качества, мясо готовили таким образом, чтобы сделать его нежнее и нейтрализовать его дурной запах), но к концу 1800-х годов, стали появляться варианты, в которых вместо мисо использовался специальный бульон под названием варисита (яп. 割下) — сочетание подсластителя, такого как сахар или мирин, и соевого соуса, а также дополнительные ингредиенты, такие как сукияки и тофу. Этот вариант гюнабэ в конечном итоге стал подаваться с рисом в глубокой миске (домбури), превратившись в гюмэси или гюдон.
К 1890-м годам гюмэси уже стали популярны в Токио, но были ещё неизвестны в других местах, таких как Киото или Осака. В 1899 году Эйкити Мацуда открыл первый ресторан Yoshinoya на рыбном рынке в токийском районе Нихонбаси. Гюдон под названием также продавался в ларьках (ятай) на улицах Уэно и Асакуса.
Изначально гюдон считался пищей рабочего класса, но после Великого землетрясения Канто 1923 года, когда он стал одним из продуктов, доступных жителям разрушенного Токио, он пережил всплеск популярности, перешагнувший классовые границы. Примерно в это время гюдон эволюционировал до своей нынешней формы: миска риса, увенчанная тонкими ломтиками говядины с луком.
Хотя некоторые заведения до сих пор предлагают гюдон с начинкой типа сукияки, в большинстве крупных сетей питания блюдо сегодня состоит просто из риса, говядины и лука.
Гюдон можно найти во многих ресторанах Японии, а некоторые сети быстрого питания специализируются исключительно на этом блюде. Многие из этих сетей открыты круглосуточно. Три ведущие сети ресторанов гюдон в Японии: Sukiya (в настоящее время крупнейшая сеть гюдон в Японии, основанная в Йокогаме в 1981 году), Yoshinoya (старейшая и вторая по величине, открыта в 1899 году) и Matsuya (основана в 1968 году).

## Название
Гю означает «корова» или «говядина», а дон — это сокращение от «донбури», японского слова «чаша» или «миска».

## Приготовление
Тонко нарезанное мясо и лук приправляются перцем и имбирём и готовятся на медленном огне с добавлением небольшого количества сладкого соуса, заправленного даси (бульон из рыбы или водорослей), соевым соусом и мирином (сладкое рисовое вино).
Блюдо также часто включает в себя лапшу сиратаки и иногда увенчивается сырым яйцом либо, как вариант, так называемым «онсэн-тамаго» — японской версией яйца «в мешочек».

## Сервировка
Гюдон — очень популярная еда в Японии, обычно подаётся вместе с бэни сёга (маринованный имбирь), ситими (приправа из нескольких видов перца) и гарниром из супа мисосиру.